# 1957 ve filmu

## Události
- 21. října měl premiéru film Vězeňský rock, v hlavní roli s Elvisem Presleyem.

## Nejvýdělečnější filmy roku
| Pořadí | Název                    | Země | Tržba (v dolarech) |
| ------ | ------------------------ | ---- | ------------------ |
| 1.     | Most přes řeku Kwai      | USA  | 27 200 000         |
| 2.     | Peyton Place             | USA  | 25 600 000         |
| 3.     | Island in the Sun        | USA  | 8 000 000          |
| 4.     | Vězeňský rock            | USA  | 4 000 000          |
| 5.     | I Was a Teenage Werewolf | USA  | 2 000 000          |

## Ocenění

### Oscar
Nejlepší film: Most přes řeku Kwai
Nejlepší režie: David Lean – Most přes řeku Kwai
Nejlepší mužský herecký výkon: Alec Guinness – Most přes řeku Kwai
Nejlepší ženský herecký výkon: Joanne Woodward - The Three Faces of Eve
Nejlepší mužský herecký výkon ve vedlejší roli: Red Buttons – Sayonara
Nejlepší ženský herecký výkon ve vedlejší roli: Mijoši Umeki – Sayonara
Nejlepší cizojazyčný film: Cabiriiny noci (Le Notti di Cabiria), režie Federico Fellini, Itálie

### Zlatý Glóbus
Drama
Nejlepší film: Most přes řeku Kwai
Nejlepší herec: Alec Guinness – Most přes řeku Kwai
Nejlepší herečka: Joanne Woodward – The Three Faces of Eve
Muzikál nebo komedie
Nejlepší film: Les Girls
Nejlepší herec: Frank Sinatra – Pal Joey
Nejlepší herečka: Kay Kendall – Les Girls
Jiné
Nejlepší režie: David Lean - Most přes řeku Kwai

## Narozeniny
- 15. leden – Mario Van Peebles, herec a režisér
- 19. únor – Ray Winstone, herec
- 20. březen – Spike Lee, režisér, spisovatel, herec a producent
- 20. březen – Theresa Russell, herečka
- 29. březen – Christopher Lambert, herec
- 29. duben – Daniel Day-Lewis, herec
- 23. červen – Frances McDormandová, americká herečka
- 13. červenec – Cameron Crowe, režisér a scenárista
- 9. srpen – Melanie Griffith, americká herečka
- 24. srpen – Stephen Fry, anglický komik, spisovatel a herec
- 12. září – Rachel Ward, herečka
- 21. září – Ethan Coen, režisér, producent, scenárista a editor
- 13. prosinec – Steve Buscemi, americký herec

## Úmrtí
- 14. leden – Humphrey Bogart, americký herec
- 25. březen – Max Ophuls, německý režisér (*1902)
- 12. květen – Erich von Stroheim, německý režisér
- 4. červenec – Judy Tyler, americká herečka
- 24. červenec – Sacha Guitry, francouzský dramatik, herec a režisér
- 7. srpen – Oliver Hardy, americký herec
- 29. říjen – Louis B. Mayer, americký producent
- 11. prosinec – Musidora, francouzská herečka, režisér
- 25. prosinec – Charles Pathé, francouzský průkopník filmu

## Filmové debuty
- Sean Connery
- Robert Loggia
- Rip Torn